# Canal del Racó
El Canal del Racó és un barranc que discorre del tot dins del terme municipal de la Vall de Boí, a la comarca de l'Alta Ribagorça, i dins el Parc Nacional d'Aigüestortes i Estany de Sant Maurici.

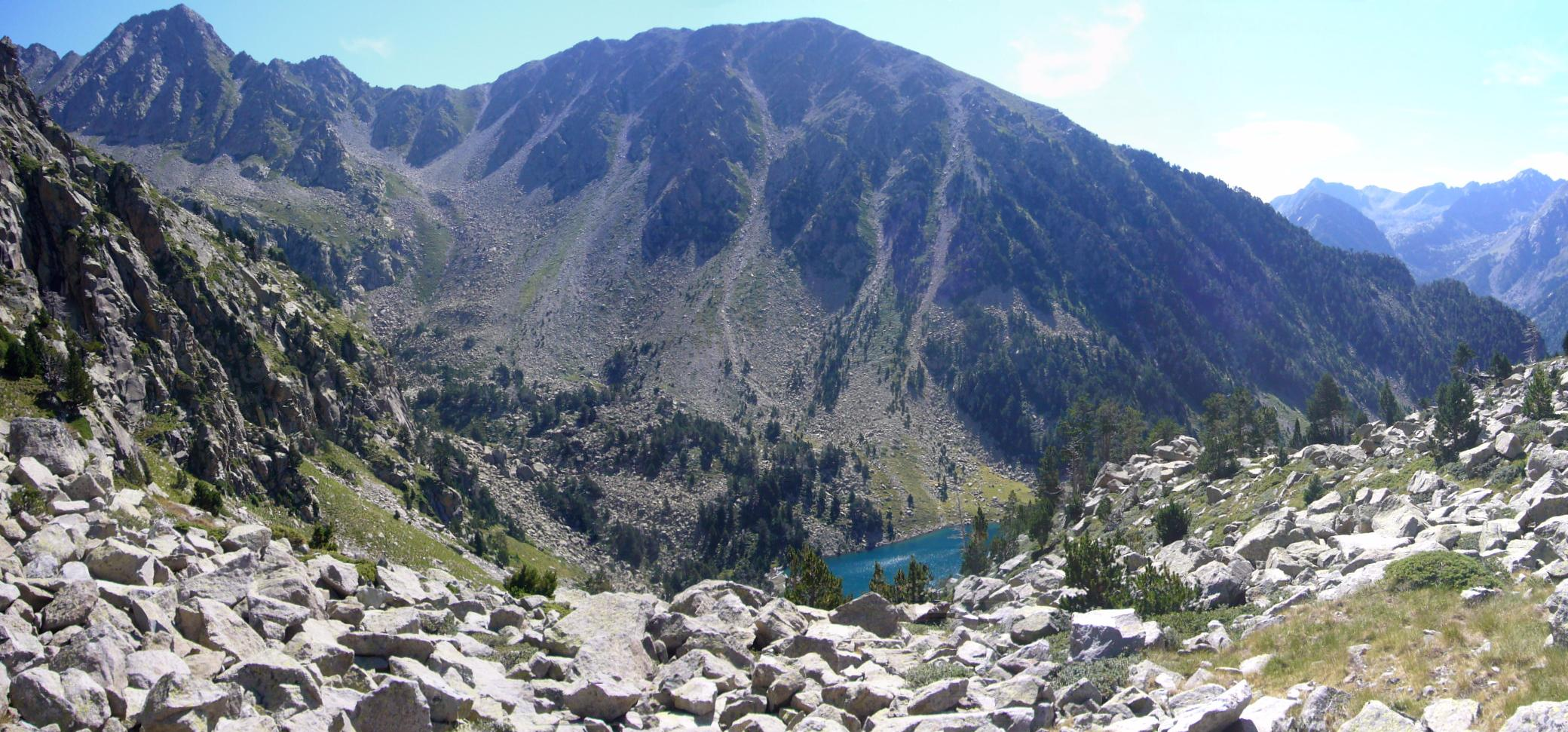
Vall de Sarradé vista des de la Pala Gespadera (Imatge amb anotacions)

Té el naixement a 2.705 metres, al sud del Pic del Racó, al vessant de Sarradé. El seu curs fá un arc de sud-oest a oest per desembocar al Canalot de Sarradé d'Amunt, a 2.202 metres, per sota del seu salt i per damunt de l'Estany de Sarradé.